# Boyz, Boy Don't Cry e.p.
「Boyz, Boy Don't Cry e.p.」（ボーイズ ボーイ ドント クライ イーピー）は、SUEMITSU & THE SUEMITHの7枚目のシングル。

## 解説
2008年2月27日に発売された。
作品を通してプロム（卒業記念ダンスパーティー）がテーマとなっている。なお、タワーレコード店舗限定で特製ステッカーが制作・購入者限定に配布され、ステッカー内部に記載されているパスワードによって特別先行試聴サイトにてアルバム『Shock On The Piano』の全曲先行試聴ができるサービスが行われた。
タイトル曲である「Boyz, Boy Don't Cry」は、高校時代に末光自身が体験出来なかった青春時代をイメージして作られた。
またカップリングとして、2曲目には「Spellbound 〜After the Prom〜」を収録。2005年発表のインディーズアルバム『Man Here Plays Mean Piano』制作時には既に出来上がっていた曲であるという。なお、アルバム『Shock On The Piano』に収録されたバージョンは、本作のものと歌詞が異なっている。3曲目にはモッズのアンセムと評されるSECRET AFFAIRの「Glory Boys」のカバーを収録。4曲目には前作「Rock a Nova」から引き続き、タイトル曲のリミックストラックを収録。本作ではKEMURI PRODUCTIONSからDJ YASがリミックスを手掛けている。

## 収録曲
1. Boyz, Boy Don't Cry
  - 作詞・作曲・編曲：末光篤
  - テレビ東京系『スキバラ』2008年3月度エンディングテーマ
  - Sony Ericsson『VISUAL MUSIC SENSATION』CS放送CFイメージソング
2. Spellbound 〜After the Prom〜
  - 作詞・作曲・編曲：末光篤
3. Glory Boys
  - 作詞・作曲：Ivan Page、David Cairns／編曲：末光篤
4. Boyz, Boy Don't Cry (Smorkin'Mouse Remix)
  - 作詞・作曲：末光篤／編曲：DJ YAS